# Цельнер, Леопольд Александр
Леопольд Александр Цельнер (нем. Leopold Alexander Zellner; 23 сентября 1823, Загреб — 24 ноября 1894, Вена) — австрийский музыкант и музыкальный педагог.
Сын Закариаса Цельнера (1795—1875), органиста Загребского кафедрального собора на протяжении полувека, почётного гражданина Загреба. С детства учился игре на различных музыкальных инструментах, с 15-летнего возраста играл на органе в загребской церкви Святой Екатерины. Затем на протяжении десяти лет состоял на службе в отделе продовольственного снабжения австрийской армии.
В 1849 г. обосновался в Вене, первоначально как музыкальный критик газеты Ostdeutsche Post, затем в 1855—1866 гг. выпускал собственную газету Blätter für Musik, Theater und Kunst («Листки о музыке, театре и искусстве»); передав руководство газетой Людвигу Оппенгеймеру, оставался её владельцем («Листки» выходили до 1873 года). В конце жизни опубликовал два сборника статей, «Лекции по акустике» (нем. Vorträge über Akustik; 1892) и «Лекции по органостроительству» (нем. Vorträge über Orgelbau; 1893).
В 1859—1869 гг. организовывал в Вене концерты старинной музыки, в ходе которых выступал как исполнитель-виртуоз на фисгармонии. Составил сборник упражнений для игры на этом инструменте (1864, в трёх частях), написал учебное пособие по игре на нём (нем. Die Kunst des Harmoniumspiels; 1869). Цельнеру принадлежит ряд редакций произведений XVII века (Арканджело Корелли, Алессандро Марчелло и др.).
В 1868—1872 гг. преподавал гармонию в Венской консерватории; при содействии Цельнера в консерваторию был принят её самый юный студент, девятилетний Франьо Крежма. Затем до конца жизни исполнял обязанности генерального секретаря Общества друзей музыки, обеспечивавшего поддержку консерватории.
Цельнеру посвящена Третья симфония (1855) Антона Рубинштейна — как утверждается, в связи с тем, что после венских гастролей Рубинштейна в марте 1855 года Цельнер оказался единственным критиком, защищавшим его от нападок венской музыкальной общественности.
Сын, Александр Цельнер (1861—1940) — военный дирижёр в австро-венгерской армии.